# Skandinavisk förening för science fiction
Skandinavisk förening för science fiction (SFSF) är en science fiction-förening baserad i Stockholm. Den har varit viktig för science fiction-fandom i Sverige sedan grundandet 1960. Föreningens tidning är landets äldsta fortfarande utkommande fansin.

## Verksamhet
SFSF bildades 1960 i syfte att sprida och befästa intresset för science fiction i Sverige och övriga Norden. Senare utökades föreningens intressesfär även till fantasy- och skräcklitteratur. SFSF arrangerar möten och kongresser samt utger fanzinet Science Fiction Forum. Av dagens cirka 180 medlemmar är 40% från Stockholmsområdet och bara ett fåtal från övriga Norden.
Redaktörer för Science Fiction Forum har bland andra John-Henri Holmberg, Mats Dannewitz Linder, Bertil Mårtensson och Steve Sem-Sandberg varit. Nuvarande redaktör är Johan Anglemark. Fanzinet gavs ut ganska ofta och regelbundet under 1960- och 1970-talen med ett rikt material av noveller, recensioner, författarpresentationer och debatter.

## Föreningens historia
SFSF grundades 1960 sedan en tidigare förening, SF Union Skandinavien, lagts ner. De som startade den nya föreningen ville undvika alltför ambitiösa planer på en riksunion. SFSF sågs i första hand som en förening för enskilda intresserade med verksamheten förlagd till Stockholm. Ändå hade man, som den nya föreningens namn anger, vissa skandinaviska förhoppningar.
De första åren präglades av låg aktivitet och växande inre stridigheter. Flera av de aktiva uppfattade ordföranden George Sjöberg som dominerande och intolerant. Sjöberg var bland annat en tidig motståndare till rökning och ville förbjuda den på mötena. Efter en kris våren och sommaren 1962 uteslöts Sjöberg ur föreningen och man valde Jörgen Peterzén till hans efterträdare. Fram till 1970 växte sedan SFSF i Stockholm och publicerade svensk fandoms viktigaste fanzine.

### 1970-talet
Från ett 30-tal medlemmar 1963 nådde man 1970 över 100. Mötena ägde rum hemma hos medlemmar, oftast i Lars-Olov Strandbergs lägenhet på Folkskolegatan 22 vid Hornstull. 1971 började man hyra möteslokaler, till en början i Observatoriekällaren, en studentlokal i Observatorielunden. 1972 höll man här det största mötet dittills i föreningens historia, då nära 150 personer samlades för att höra Åke Ohlmarks tala om Tolkien.
När Askild & Kärnekull 1976 beslöt lägga ned sin sf-bokklubb tog i stället SFSF över den. Därmed steg medlemsantalet från omkring 200 till över 800. Året därpå hyrde föreningen en fast lokal på Pontonjärgatan 45 nära Rålambshovsparken, där tre rum i källarplanet användes för möten och tryckpress medan en stor lokal i gatuplanet inreddes som SF-bokhandel.
Åren fram till sommaren 1980, då Pontonjärgatan måste överges till följd av hyreshöjningar, var de mest aktiva i Stockholmsfandoms historia. Verksamhet pågick så gott som dagligen i föreningslokalen: under en typisk vecka fanns program fyra eller fem kvällar med föredrag, studiecirklar, föreningsmöten, filmvisning eller informella sammankomster för aktiva. Under namnet Feminac inrättades en särskild sektion för aktiva kvinnliga medlemmar.

### 1980-talet
Efter lokalbytet 1980 flyttades allt till en källarlokal på Tyskabagaregatan i stadsdelen Östermalm, härifrån skötte den nya styrelsen både inköp och postorderförsäljning av böcker, utgivning av den nya föreningstidskriften Spektra SF, SF Forum (det införskaffades en tryckpress från Västerås). Det fanns viss mötesverksamhet samt att man hade öppet nån timme i veckan för kunder som ville komma och köpa böcker. SF Forum växelredigerades av Jan Olov Segerström, Michael Svensson och Kaj Harju men utkom sporadiskt. Spektra SF redigerades av Lars-Arne Karlsson. 1982 var det första året som nya styrelsen arrangerade Swecon 82, året därefter Swecon 83.
1984 påbörjades ett samarbete med Horst Schröder och man öppnade Metropolis på Roslagsgatan 40 vid Vanadislunden. SFSF:s mötesverksamhet minskade dramatiskt, medan i gengäld det nystartade medlemsbladet Spektra utvecklades till ett regelbundet och viktigt forum för sf-kritik.
1985 hittade SFSF en ny lokal på Atlasgatan för SF-Bokhandeln. Den nya lokalen möjliggjorde en ny utveckling både för bokhandeln och föreningen, man kan säga att man växlade upp och detta tillsammans med SF kongressen Swecon 85 blev en mycket lyckad utveckling. 
Slutligen flyttades bokhandeln vid slutet av 80-talet till Stora Nygatan i Gamla stan. Då ombildades bokhandeln till en fristående juridisk person och enskilda gick in som huvudägare. SFSF blev på nytt väsentligen en förening.

### 1990-talet och senare
Mötesverksamheten förlades nu till en lokal på Västmannagatan som Stiftelsen Alvar Appeltoffts minnesfond förfogat över sedan 1989. I början av 2000-talet sades också den lokalen upp. Föreningsverksamheten bedrivs sedan dess åter i styrelseledamöternas bostäder eller i tillfälligt lånade lokaler.
Genom åren har föreningen också medverkat till arrangerandet av ett dussintal större och mindre sf-kongresser i Stockholm.
SFSF hade kring 2010 omkring 200 medlemmar och publicerar fortfarande (men numera mycket oregelbundet) tidskriften Science Fiction Forum.

## Science Fiction Forum
SFSF utger sedan 1960 fansinet Science Fiction Forum, ibland förkortat SF-forum. Framför allt under åren 1965–75 var SF-forum det dominerande sf-fansinet i Sverige. Två gånger slog det dessutom svenskt fansinrekord i antal sidor: med nr 21-22 (1965) som innehåller 114 sidor, och med nr 40 (1968) som innehåller 252 sidor. SF-forum har genom årtiondena publicerat noveller och romaner (i följetongsform), artiklar och författarporträtt, stora mängder recensioner, debatt, insändare och bibliografier. Ett hundratal skribenter har medverkat i fansinet; av de fem följetongspublicerade romanerna har senare två utkommit i bokform, och likaså ett betydande antal noveller ur fansinet.
SF-forum var de första åren ett vanligt fansin, och överskuggades 1960–62 i såväl kvalitet som regelbunden utgivning av Sam J. Lundwalls likaledes stencilerade fansin Science fiction nytt. Men från och med 1965, då Mats Linder inträtt som redaktör med den förbluffande ambitionen att utge fansinet månatligen, blev SF-forum det viktigaste fansinet i svensk sf-fandom. Under andra hälften av 60-talet introducerades en rad för svensk sf-fandom nya skribenter, till exempel Göran Bengtson, Sten Dahlskog och Sven Christer Swahn, senare bland andra Steve Sem-Sandberg, Inger Edelfeldt, Karl Wärneryd, Kjell Rynefors med flera. Åren 1965–75 kom 52 nummer ut som i genomsnitt innehöll 56 sidor; utgivningen har sedermera blivit mer sporadisk.
Grundande redaktör (nr 1–4) var George Sjöberg; senare redaktörer har varit bland andra Bo Stenfors, Mats Dannewitz Linder, John-Henri Holmberg, Bertil Mårtensson, Per Insulander, Peder Carlsson, Rune Forsgren, Steve Sem-Sandberg och Karin Lundwall. SF-forum utges fortfarande och är därmed landets äldsta utkommande fansin.

## Ordförande
- 1960–maj 1962: George Sjöberg
- maj 1962–maj 1964: Jörgen Peterzén
- maj 1964–1970: Lars-Olov Strandberg
- 1971: Jörgen Peterzén
- 1972: Per Insulander
- 1973: Lars-Olov Strandberg
- 1974: John-Henri Holmberg
- 1975: Lars-Olov Strandberg
- 1976: John-Henri Holmberg
- 1977: Bo K Eriksson
- 1978: John-Henri Holmberg
- 1979: Lars Sydolf
- 1980: Stieg Larsson
- 1981–1987: Kaj Harju
- 1988–1991: Michael Svensson
- 1992: Mats Lignell
- 1993: Catharina Wrååk
- 1994-1998: Carolina Gómez Lagerlöf
- 1999-2006: Eva Norman
- 2007- Carolina Gómez Lagerlöf[3]